# Hemidactylus curlei
Espèce
Hemidactylus curlei est une espèce de geckos de la famille des Gekkonidae.

## Répartition
Cette espèce se rencontre au Somaliland en Somalie et en Éthiopie.

## Publication originale
- Parker, 1942 : The lizards of British Somaliland. Bulletin of the Museum of Comparative Zoology Harvard, vol. 91, n. 1, p. 1–101 (texte intégral).